# 야마시타 린코센 프롬나드
야마시타 린코센 프롬나드(일본어: 山下臨港線プロムナード)는 일본 가나가와현 요코하마시 나카구에 있는 산책로로, 길이가 500m에 달하며, 오래된 화물선 선로인 야마시타 부두선을 개조한 레일 트레일이다. 길을 따라가다 보면 오른쪽에는 이슬람 양식의 탑인 요코하마 세관 건물과 요코하마 해협 교회도 볼 수 있으며, 왼쪽에는 오산바시 여객터미널 등 양 옆으로 역사적인 건축물들을 볼 수 있다.